# Incarnate Word Academy (Houston)
Die Incarnate Word Academy ist eine von der Römisch-katholischen Kirche getragene Mädchenschule in Houston (Texas). Sie ist die erste bleibende katholische Schule der Stadt. Unterstellt ist sie dem Erzbistum Galveston-Houston.

## Geschichte
Auf Bitte des Bischofs von Texas John M. Odin kamen 1852 die Schwestern des Leibhaftigen Wortes und des Geheiligten Sakraments, ein 1625 in Lyon gegründeter Orden, in die Vereinigten Staaten, um Aufgaben in der religiösen Erziehung zu übernehmen. Die Schwestern richteten 1853 ihre erste Schule in Brownsville und eine zweite 1866 in Victoria ein.
Eine dritte Schule entstand 1873 in Houston. Die Oberin M. Gabriel Dillon und zwei Schwestern der Kongregation kamen auf Gesuch des örtlichen Pfarrers Joseph Querat in die Stadt und begannen, in provisorischen Räumen im alten Franziskanerkloster an der Franklin Street Mädchen zu unterrichten. Am 3. Januar 1874 wurde am heutigen Standort an der Crawford Street ein eigenes Schulgebäude bezogen. 1878 erhielt die Schule vom Staat Texas die Genehmigung, eigene Abschlüsse auszugeben.
Der dreigeschossige Bau umschließt einen Innenhof. Unterbringungsmöglichkeiten für Internatsschülerinnen entstanden kurze Zeit später. 1899 wurde ein Auditorium errichtet und 1905 erforderte das stete Wachstum der Schule einen ebenfalls dreistöckigen Ergänzungsbau. 1948 ersetzte ein Neubau die ursprünglichen Gebäudeteile.
2008 wurden an der Schule 250 Schülerinnen unterrichtet.